# بازی‌های ویدئویی تام کلنسی

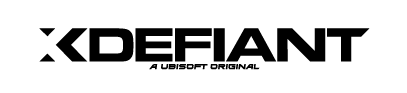
تام کلنسی (به انگلیسی: Tom Clancy's) یک نام تجاری است که توسط شرکت بازی سازی یوبی‌سافت برای بازی‌های ویدئویی که از آثار نویسنده آمریکایی تام کلنسی است استفاده می‌شود. در حالی که اکثر این بازی‌ها با کلنسی ارتباطی ندارند

تام کلنسی (به انگلیسی: Tom Clancy's) یک نام تجاری است که توسط شرکت بازی سازی یوبی‌سافت برای بازی‌های ویدئویی که از آثار نویسنده آمریکایی تام کلنسی است استفاده می‌شود. در حالی که اکثر این بازی‌ها با کلنسی ارتباطی ندارند.

## تاریخچه
تام کلنسی در سال ۱۹۹۶ شرکت نشر بازی‌های رایانه‌ای رد استورم انترتینمنت را تاسیس کرد. نام او در کنار اغلب بازی‌های موفق این شرکت نوشته می‌شد. پس از خرید رد استورم، توسط شرکت ناشر یوبی‌سافت، به این رویه ادامه داد و بازی‌هایی که نام و یا داستان آنها به آثار این نویسنده مربوط بود را با نام و حق امتیاز تام کلنسی منتشر کرد.

## بازی‌های مستقل
- شکار اکتبر سرخ (۱۹۸۷): این بازی در سبک شبیه سازی زیردریایی و براساس رمانی به همین نام توسط گرنداسلم انترتینمنت ساخته شد. این بازی بر روی سکوهای رایانه شخصی آی‌بی‌ام، کومودور ۶۴ و آمیگا منتشر شد.
- خیزش توفان سرخ (۱۹۸۸): شبیه‌سازی زیردریایی که توسط شرکت میکروپروس براساس رمانی به همین نام برای سکوهای رایانه شخصی آی‌بی‌ام، کومودور ۶۴ و آمیگا منتشر شد.
- شکار اکتبر سرخ (۱۹۹۰): شبیه‌سازی زیردریایی که توسط شرکت گرنداسلم انترتینمنت براساس فیلمی به همین نام، برای سکوهای آمستراد سی‌پی‌سی، آمیگا، کومودور ۶۴، داس، آتاری اس‌تی و زدایکس اسپکتروم منتشر شد.
- شکار اکتبر سرخ (۱۹۹۰):

شبیه‌سازی زیردریایی که برای سیستم سرگرمی نینتندو، گیم بوی و اس‌نس منتشر شد.
- اس‌اس‌ان(۱۹۹۶): شبیه‌سازی زیردریایی که توسط شرکت سیمون اند شوستر اینتراکتیو برای رایانه شخصی آی‌بی‌ام منتشر شد.
- ruthless.com (سال ۱۹۹۸): این بازی در سبک استراتژیک توسط شرکت رد استورم انترتینمنت براساس کتابی به همین نام ساخته شد.
- نگهبان سایه (۲۰۰۰): این بازی در سبک استراتژی براساس کتابی به همین نام ساخته شد.
- جمع تمام ترس‌ها (۲۰۰۲): این بازی در سبک تیراندازی اول شخص و تاکتیکی بود که توسط شرکت یوبی‌سافت برای رایانه شخصی آی‌بی‌ام و گیم کیوب نیتنندو ساخته شد. سبک بازی تا حد زیادی مشابه سری رینبو سیکس اما موتور بازی برپایه بازی گوست ریکان ساخته شده بود. زمینه داستانی بازی برگرفته از فیلمی به همین نام بود.

در سال ۲۰۰۸ شرکت یوبی‌سافت موفق شد تا حقوق نام متعلق به کلنسی را کسب کند.

## مجموعه رینبو سیکس
مجموعه رینبو سیکس در سبک تیراندازی تاکتیکی اول شخص و برپایه کتابی به همین عنوان ساخته شد. این بازی اغلب بازیکنان را در محیط‌های بسته شهری قرار می‌دهد. تاکنون حدود ۱۷ بازی از این سری منتشر شده است.
| عنوان                                               | سال انتشار         | توضیحات                                 |
| --------------------------------------------------- | ------------------ | --------------------------------------- |
| تام کلنسی رینبو سیکس                                | ۱۹۹۸               |                                         |
| تام کلنسی رینبو سیکس (بسته‌ی عملیاتی ): نگهبان عقاب  | ۱۹۹۹               | بسته الحاقی                             |
| رینبو سیکس: نیزه یاغی                               | ۱۹۹۹               |                                         |
| رینبو سیکس (نیزه یاغی): بسته ماموریت عملیات‌های شهری | ۲۰۰۰               | بسته الحاقی                             |
| رینبو سیکس (نیزه یاغی): ضروریات عملیات تبادل        | ۲۰۰۰               | بسته الحاقی (مستقل)                     |
| رینبو سیکس (نیزه یاغی): تیغ سیاه                    | ۲۰۰۱               | بسته الحاقی (مستقل)                     |
| رینبو سیکس: خرابی- ماموریت‌ها در کره                 | ۲۰۰۱               | هیچگاه برای خارج از کره جنوبی منتشر نشد |
| رینبو سیکس: گرگ تنها                                | ۲۰۰۲               |                                         |
| رینبو سیکس ۳: سپر تیره                              | ۲۰۰۳               |                                         |
| رینبو سیکس ۳: شمشیر آتنا                            | ۲۰۰۴               | بسته الحاقی                             |
| رینبو سیکس ۳: پیکان سیاه                            | ۲۰۰۴               |                                         |
| رینبو سیکس ۳: خشم آهنین                             | ۲۰۰۵               | بسته الحاقی (محتوای قابل دانلود)        |
| رینبو سیکس: بال‌های شکسته                            | بازی موبایل (۲۰۰۳) |                                         |
| رینبو سیکس: آشوب شهری                               | ۲۰۰۴               |                                         |
| رینبو سیکس: لاک‌داون                                 | ۲۰۰۵               |                                         |
| رینبو سیکس: ساعات هراس‌انگیز                         | ۲۰۰۶               |                                         |
| رینبو سیکس: وگاس                                    | ۲۰۰۶               |                                         |
| رینبو سیکس: وگاس ۲                                  | ۲۰۰۸               |                                         |
| رینبو سیکس: پیش‌قراول سایه                           | ۲۰۱۱               | برپایه داستان اصلی                      |
| رینبو سیکس: میهن پرستان                             | لغو شده            |                                         |
| رینبو سیکس: محاصره                                  | ۲۰۱۵               |                                         |

## مجموعه گوست ریکان
این مجموعه اغلب در سبک تیراندازی تاکتیکی سوم شخص ساخته شده‌است. برخلاف سری رینبو سیکس، حوادث سری اغلب در محیط های بزرگ و برون شهری اتفاق می‌افتد. از این مجموعه چهارده بازی منتشر شده‌است.
| عنوان                                  | سال انتشار | توضیحات |
| -------------------------------------- | ---------- | ------- |
| تام کلنسی گوست ریکان                   | ۲۰۰۱       |         |
| تام کلنسی گوست ریکان: محاصره صحرا      | ۲۰۰۲       |         |
| تام کلنسی گوست ریکان: جزیره تندر       | ۲۰۰۲       |         |
| تام کلنسی گوست ریکان: طوفان جنگل       | ۲۰۰۴       |         |
| تام کلنسی گوست ریکان ۲                 | ۲۰۰۴       |         |
| تام کلنسی گوست ریکان ۲: اوج حمله       | ۲۰۰۵       |         |
| تام کلنسی گوست ریکان: جنگجوی پیشرفته   | ۲۰۰۶       |         |
| تام کلنسی گوست ریکان: جنگجوی پیشرفته ۲ | ۲۰۰۷       |         |
| تام کلنسی گوست ریکان: شکارچی           | ۲۰۱۰       |         |
| تام کلنسی گوست ریکان                   | ۲۰۱۰       |         |
| تام کلنسی گوست ریکان: جنگهای سایه      | ۲۰۱۱       |         |
| تام کلنسی گوست ریکان: سرباز آینده      | ۲۰۱۲       |         |
| تام کلنسی گوست ریکان: ارواح            | لغو شده    |         |
| تام کلنسی گوست ریکان: سرزمین‌های وحشی   | ۲۰۱۷       |         |
| تام کلنسی گوست ریکان نقطه توقف         | ۲۰۱۹       |         |